# 异形3
《异形3》（英語：Alien 3）是1992年的一部科幻恐怖片，是《異形系列》的第三部电影作品，为导演大卫·芬奇的处女作。影片充满黑暗風格，浓郁的宗教色彩以及末世观，导致该片的欧洲票房成功，但北美票房失利。

## 劇情
故事情节紧接着第二部，海军陆战队的蘇拉可號戰艦 载着 艾倫·蕾普利 、紐特·喬丹、德維恩·希克斯与损坏严重的机器人蘭斯·畢夏普一起离开了 LV-426 。但他们不知道有异形侵入，异形的体液腐蚀舰内设备触发火警和紧急撤离程序，蕾普莉等人的休眠仓被送入撤离飞船后脱离母舰墜毀在高级别監獄-Fury 復仇者 161星上，监狱内的管理人员不知道异形的存在，他们发现撤离舰后未做防护便将人救出。希克斯和纽特皆死亡，蕾普莉苏醒后出于警惕要求救她的克萊門斯医生对纽特做尸检，但尸检后没有发现异形。与此同时，异形藉由监狱饲养的狗(加長版是牛)进行繁殖，通过屠宰场侵入建筑设施。蕾普莉检查撤离舰后发现有异形体液侵蚀痕迹，又去垃圾场找回畢夏普，查詢资料库后确认异形侵入，遂向监狱长迪伦报告，但没有得到重视。在此期间异形被一名清理通风扇的囚犯发现，异形用体液將其弄瞎导致他卷入风扇而死。
监狱长安德鲁斯把船舰坠毁事件上报，却发现韋蘭-尤坦尼集團公司高层极度重视，产生怀疑后要求蕾普莉必须待在医疗室不得走动，但期间异形又杀两人，第三人目击后精神失常，之后异形侵入医疗室杀死克萊門斯医生但放过蕾普莉，她跑去餐厅警告正在开会的众人，与一众囚犯目睹监狱长安德鲁斯被异形抓进通风管道后杀死。
恐惧之下的囚犯们决定反击自保，蕾普莉因异形放过她而开始怀疑自己体内也有异形，以超音波检查確認。由于监狱没有武器，一开始计划将异形炸死，但拿信号弹的囚犯被杀，信号弹落地引发爆炸，计划落空。第二个计划是用炼炉里的铅水溺死异形，但過程中由於近煉炉的通路十分多，導致其他囚犯多次在嘗試引異形接近煉炉時迷路和被異形殺死，而迪倫為了讓蕾普莉順利上去煉炉開啟水閘口，犧牲自己被異形殺死，蕾普莉雖然成功開啟水閘口令鉛水淋到異形，但异形成功逃脱，然后蕾普莉开启水闸，放冷水导致滚烫的异形被炸碎。此时韋蘭-尤坦尼集團公司派来抓异形的小队也已登陆，为了不让公司拿到异形皇后幼体，在囚犯摩斯的协助下，蕾普莉毅然从龙门吊上跳进炼钢炉，与异形皇后幼体一同化为灰烬。

## 主要角色
| 演員                          | 角色                                          | 備註 |
| 雪歌妮·薇佛 Sigourney Weaver  | 艾倫·露易絲·蕾普利 Ellen Louise Ripley        | 少尉 上集蘇拉可號戰艦唯一生還者 因事故太空船被迫降落外星監獄-復仇者 161星 發現自己被異形皇后寄生，最后跳进高温熔炉与异形同归于尽                                                                  |
| 查爾斯·達頓 Charles S. Dutton | 萊納德·迪倫 Leonard Dillon                    | 精神領袖 161星的囚犯頭目 傳導心靈思想使監獄得以和平 建議蕾普利剷去頭髮以保自身安全 最后在人异大战中死于异形攻击。                                                                                 |
| 查爾斯·丹斯 Charles Dance     | 強納森·克萊門斯 Jonathan Clemens              | 醫官長 前161星囚犯，囚滿後任職囚牢的醫生 告訴蕾普利太空船事件的真相 (希克斯被安全架刺死，紐特被溺死，畢夏普則被遺棄） 在医务室被异形爆頭，死掉                                                    |
| 拜倫·哥拉 Brian Glover        | 哈洛·「哈利」·安德魯斯 Harold "Harry" Andrews | 典獄長 覺得蕾普利的出現使監獄失衡，需要與異形一樣被消滅 在食堂指挥犯人的时候被异形捉去，死掉 |
| 拉爾夫·布朗 Ralph Brown       | 法蘭西斯·亞倫 Francis Aaron                   | 85 因IQ得分而得此外號 獄長助手 並不認同眾人必需要與異形戰鬥，相信韋蘭公司會派人處理好事件 死亡 |
| 丹尼·博伊爾 Danny Webb        | 勞勃·摩斯 Robert Morse                        | 平時自我中心、尖酸刻薄、見利忘義的囚犯 後與蕾普利合作，用熱鉛來澆死異形 最後被韋蘭公司的人員槍傷 目擊這次事件唯一一名生還者                                                                       |
| 保羅·麥甘 Paul McGann         | 華特·高力 Walter Golic                        | 連環殺人重犯 於地下囚室通道遇到異形後變得心神不寧 死亡 |
| 蘭斯·亨利克森 Lance Henriksen | 蘭斯·畢夏普 Lance Bishop                      | 生化改造人 太空船Sulaco墜落後被當成垃圾拋棄 蕾普利把殘破不堪的他連結上飛航記錄器說出太空船事故的經過後就長眠了                                                                                    |
| 蘭斯·亨利克森 Lance Henriksen | 麥可·畢夏普 Michael Bishop                    | 主教二號(Bishop II) 韋蘭公司高層 聲稱是改造人主教的人類設計者 希望蕾普利把體內的異形皇后的胚胎取出讓韋蘭公司生化部門作深入研究，實使異形皇后成形作生化兵器用途以圖取暴利 雷普利的自尽使他无功而返 |

## 其他角色
| 演員                          | 角色                                       | 備註 |
| 丹妮兒·艾德蒙 Danielle Edmond | 蕾貝卡·「紐特」·喬丹 Rebecca 'Newt' Jorden | 上集LV-426唯一發現的生還者 已逝世 因蕾普利懷疑她身上懷有異形而要求監獄醫官長克萊門斯加以證實，結果結論遭到推翻，死因只為遇溺     |
| 麥可·賓恩 Michael Biehn       | 德維恩·希克斯 Dwayne Hicks                 | 上集LV-426執行任務的一名陸戰隊員下士 已逝世 被安全支架刺死，死得不明不白（但實際上在遊戲異形：殖民軍生還，冬眠倉的屍體並非本人） |
| Pete Postlethwaite            | 大衛·波索士威 David Postlethwaite          | 有小聰明的囚犯 誘異形上當一事中逃過一劫                                                                                          |
| Holt McCallany                | 泰德·「少年仔」·吉拉斯 Ted "Junior" Gillas | 承諾強暴蕾普利的囚犯 為使異形中上設下的圈套於大堂通道中自我犧牲                                                                  |
| Peter Guinness                | 彼得·葛雷格 Peter Gregor                   | 承諾強暴蕾普利的囚犯 於追逐戰被異形咬斷頸而死                                                                                    |
| Christopher Fairbank          | 湯瑪斯·莫菲 Thomas Murphy                  | 囚犯 |
| Phil Davis                    | 凱文·道得 Kevin Dodd                       | 囚犯 |
| Vincenzo Nicoli               | 艾倫·裘德 Alan Jude                        | 囚犯 |
| Leon Herbert                  | 艾德華·波格斯 Edward Boggs                 | 囚犯 |
| Christopher John Fields       | 丹尼爾·雷恩斯 Daniel Rains                 | 囚犯 |
| Niall Buggy                   | 艾瑞克·巴吉 Eric Buggy                     | 囚犯 |
| Carl Chase                    | 卡爾·「法蘭克」·艾利斯 Carl "Frank" Ellis  | 囚犯 |
| Paul Brennen                  | 約西·特洛伊 Yoshi Troy                       | 囚犯 |
| Clive Mantle                  | 克萊夫·威廉 Clive William                  | 囚犯 |
| 道比·歐帕瑞 Deobia Oparei     | 亞瑟·沃金史提克 Arthur Walkingstick        | 囚犯 |
| Hi Ching                      | 森下空 Sora Matsushita                     | 威蘭-湯谷公司職員 |

注：以上角色全部死亡。

## 相關
- 虛構的外星生物 「异形」（Xenomorph），電影《異形》系列中的外星生物。